# Rogownica Raciborskiego
Rogownica Raciborskiego (Cerastium tatrae Borbás) – gatunek rośliny z rodziny goździkowatych (Caryophyllaceae). Endemit Karpat Zachodnich. W Polsce występuje w Tatrach, gdzie jest dość pospolity. Ponadto wzdłuż rzek Białki i Czarnego Dunajca schodzi aż po Czorsztyn.

## Morfologia
PokrójRoślina darniowa o wysokości 8–15 cm.
ŁodygaRozgałęziona i rozesłana. Pędy kwiatostanowe podnoszą się. W dolnej części pędy są nagie, górą owłosione gruczołowatymi włoskami. Oprócz pędów kwiatowych występują liczne, krótkie pędy płonne wyrastające z kątów liści. Podsadki są silnie obłonione.
LiścieLancetowate, wąskie, gęsto wyrastające na łodydze. Mają długość 8–22 mm, szerokość 2,5–7 mm i pokryte są licznymi, gruczołkowatymi włoskami w ok. 20 szeregach.
KwiatyDuże, zebrane w 1–6 kwiatowe kwiatostany. Działki kielicha o długości 4,5–5,5 mm 2–3-krotnie krótsze od korony. 5 białych, wyciętych na szczycie płatków korony o długości 9–12 mm. Słupek z 5 szyjkami.
OwocOtwierająca się 10 ząbkami walcowata torebka zagięta lekko na szczycie. Zawiera liczne czerwonobrunatne nasiona.
Gatunki podobneJest podobna do występującej na niżu rogownicy polnej.

## Biologia i ekologia
RozwójBylina, chamefit. Kwitnie zwykle od czerwca do sierpnia.
SiedliskoPiargi, skały, nadrzeczne żwirowiska, murawy. W Tatrach występuje od regla dolnego aż po piętro turniowe, główny rejon jej występowania to piętro subalpejskie i alpejskie. Występuje zarówno na podłożu wapiennym, jak i granitowym.
FitosocjologiaGatunek charakterystyczny dla związku (All.) Papaverion tatrici.